# Osnowa grawimetryczna
Osnowa grawimetryczna – usystematyzowany zbiór punktów geodezyjnych, dla których w wyniku opracowania pomiarów grawimetrycznych określono przyspieszenie siły ciężkości odniesione do przyjętej epoki, i które mają położenie wyznaczone w państwowym systemie odniesień przestrzennych, na których wyznaczono wielkości fizyczne charakterystyczne dla danego jej rodzaju oraz błąd ich wyznaczenia.
Na terenie Polski odniesienie dla wszelkich względnych wyznaczeń przyspieszenia siły ciężkości stanowi założona przez IGiK jednolita polska osnowa grawimetryczna POGK97.

## Od 2021
Od 2021 roku grawimetryczna osnowa geodezyjna jest zdefiniowana w Rozporządzeniu Ministra Rozwoju, Pracy i Technologii z dnia 6 lipca 2021 r. w sprawie osnów geodezyjnych, grawimetrycznych i magnetycznych.
W Polsce istnieje tylko podstawowa osnowa grawimetryczna, która jest jedną z rodzajów osnowy (obok poziomej, wysokościowej i magnetycznej) wydzieloną ze względu na jej funkcjonalność. Ze względu na dokładność ustalenia położenia lub wielkości fizycznej charakterystycznej dla określonego rodzaju osnów dzieli się ją na klasy:
1. fundamentalną – stanowią ją punkty wyznaczone w sieciach o najwyższej dokładności, które przenoszą na obszar Polski geodezyjny europejski układ odniesienia właściwy dla danego rodzaju osnowy
2. bazową – stanowią ją punkty, które realizują układy odniesienia właściwe dla danego rodzaju osnowy

Punkty osnowy fundamentalnej tworzą punkty wyznaczeń absolutnych, dla których wartość przyspieszenia siły ciężkości została określona z błędem średnim nie większym niż 4,0 x 10-8 m/s2. Zagęszczenie punktów tej klasy nie może być mniejsze niż 1 pkt/15 000 km², natomiast termin ich okresowego przeglądu to nie więcej niż co 5 lat.
Punkty osnowy bazowej tworzą punkty wyznaczeń absolutnych, dla których wartość przyspieszenia siły ciężkości została określona z błędem średnim nie większym 1,0 x 10-7 m/s2 – dla punktów klasy bazowej osnowy grawimetrycznej. Zagęszczenie punktów tej klasy nie może być mniejsze niż 1 pkt/2500 km², natomiast termin ich okresowego przeglądu to nie więcej niż co 10 lat.
Punkty osnowy grawimetrycznej stabilizuje się trwałym znakiem. Współrzędne poziome punktu osnowy grawimetrycznej wyznacza się z dokładnością zapewniającą średni błąd położenia nieprzekraczający 0,1 m względem poziomej osnowy geodezyjnej, a wysokość punktu osnowy nie mniejszą niż 0,01 m względem podstawowej osnowy wysokościowej. Pomiary przyspieszenia siły ciężkości redukuje się na poziom znaku pomiarowego z wykorzystaniem rzeczywistego gradientu pionowego, uwzględniając poprawki: pływową litosferyczną, pływową oceaniczną, barometryczną, ze względu na zmiany położenia bieguna ziemskiego oraz poprawki instrumentalne. Przy wykonywaniu pomiarów statycznych wzorcowe wartości różnic przyspieszenia siły ciężkości wyznacza się na co najmniej trzech przęsłach grawimetrycznych baz kalibracyjnych: Frombork – Kasprowy Wierch oraz Koszalin – Śnieżka.

## 2012–2021
Ze względu na dokładność oraz sposób jej zakładania osnowę grawimetryczną w latach 2012–2021 dzieliło się na:
1. osnowę podstawową fundamentalną – stanowiły ją punkty wyznaczone w sieciach o najwyższej dokładności, które przenoszą na obszar kraju europejski grawimetryczny układ odniesienia, określony przez jednolitą europejską sieć grawimetryczną, którego fizyczną realizacją na obszarze kraju są punkty absolutne, na których pomiary przyspieszenia siły ciężkości Ziemi zostały wykonane grawimetrami absolutnymi, które uczestniczyły co najmniej w dwóch międzynarodowych kampaniach porównawczych. Podstawową fundamentalną osnowę grawimetryczną tworzyły punkty wyznaczeń absolutnych, o zagęszczeniu terenowym nie mniejszym niż 1 punkt na 15 000 km². Wartość przyspieszenia siły ciężkości na punktach wyznaczeń absolutnych określało się z błędem średnim nie większym niż 1,0×10-7 m·s-2.
2. osnowę podstawową bazową – stanowiły ją punkty wyznaczone w sieciach o najwyższej dokładności realizujące przyjęte układy odniesienia, i które były rozmieszczone równomiernie na terenie Polski. Podstawową bazową osnowę grawimetryczną tworzyły punkty wyznaczeń absolutnych oraz punkty wyznaczeń względnych, przy czym zagęszczenie terenowe punktów, łącznie z punktami fundamentalnej osnowy grawimetrycznej, winna być nie mniejsza niż 1 punkt na 2500 km². Błąd średni wartości przyspieszenia siły ciężkości w punktach bazowej osnowy grawimetrycznej nie powinien być większy niż 2,5×10-7 m·s-2.

Skalę przyrostów przyspieszenia siły ciężkości na terenie kraju zapewniają wzorcowe wartości różnic przyspieszenia Δg na przęsłach grawimetrycznych baz kalibracyjnych: Frombork – Kasprowy Wierch oraz Koszalin – Śnieżka.
Współrzędne geodezyjne punktów podstawowej osnowy grawimetrycznej wyznaczało się w obowiązującej realizacji geodezyjnego europejskiego ziemskiego systemu odniesienia ETRS89 z dokładnością poziomą (X, Y) nie mniejszą niż 5m oraz wysokościową (H) nie mniejszą niż 0,05m.
Osnowę grawimetryczną dzieliło się na klasy określające jej znaczenie w pracach geodezyjnych i kartograficznych oraz kolejność włączania punktów osnowy do procesu wyrównywania. Klasy oznaczone były cyframi arabskimi. Podstawowym kryterium zaliczenia punktu osnowy do odpowiedniej klasy była dokładność wyznaczenia wielkości właściwych dla danego rodzaju osnowy, określona przez wartość błędu średniego wyznaczonej wielkości:
- klasę 1. stanowi osnowa podstawowa fundamentalna,
- klasę 2. stanowi osnowa podstawowa bazowa.

Modernizację podstawowej osnowy grawimetrycznej winno przeprowadzać się nie rzadziej niż co 20 lat. Informacje oraz dane dotyczące punktów podstawowej osnowy geodezyjnej dla terenu Polski, w zakresie osnowy grawimetrycznej zgromadzone i dostępne są w Państwowym Zasobie Geodezyjnym i Kartograficznym na poziomie zasobu centralnego.